# Polyplectropus dairi
Polyplectropus dairi är en nattsländeart som beskrevs av Malicky 1993. Polyplectropus dairi ingår i släktet Polyplectropus och familjen fångstnätnattsländor. Inga underarter finns listade i Catalogue of Life.